# Dragón galés

El Y Ddraig Goch en la bandera de Gales.

El dragón galés en la bandera de la colonia galesa de la Argentina.

El dragón galés (en galés: Y Ddraig Goch, es decir 'el dragón rojo') es uno de los símbolos del  País de Gales. Aparece en su bandera de Gales y es probable que se trate de una huella de la colonización romana, cuyo ejército utilizaba dragones como estandartes.
Enrique VII tomó el símbolo galés, colocándolo en un fondo verde y blanco que representa la Casa de Tudor, cuando se dirigía a la batalla de Bosworth.
Aunque se ha vinculado a Gales y al dragón rojo desde hace milenios, sólo en el siglo XX se convirtió en su símbolo oficial

## Leyenda
Según la tradición, el origen del dragón rojo representado en la bandera de Gales, llamado Ddraig Goch o Dragón
Galés, proviene de un antiquísimo conflicto entre dos de estas bestias, una blanca y una roja.
Del dragón blanco se decía que era la encarnación del mal, pero existía un problema, y era que los constantes enfrentamientos entre estos dos
dragones provocaban daños en los humanos, y se creía que el simple sonido que emitían al luchar era suficiente para
dejar a quienes lo escuchasen sin descendencia.
Llud, el entonces monarca de Gran Bretaña se decidió a encontrar una solución a este gran conflicto, para lo cual pidió
consejo a su sabio hermano Llefelys. Éste le propone cavar un enorme agujero en el centro del reino y después llenarlo
de hidromiel, para que los dragones se embriagaran y después fueran más fáciles de abatir. Su plan funcionó a medias, ya
que ambas bestias quedaron atrapadas durante siglos, pero aun así se mantenían con vida.
Mucho tiempo después un nuevo rey llamado Gwrtheyrn decidió erigir un gran castillo sobre la prisión de los dragones,
descubriendo a ambas criaturas aun en su cautiverio. Gwrtheyrn pide consejo al ilustre Mago Merlín, quien aconseja la
liberación de las bestias para que puedan continuar con su batalla. Una vez liberadas por Merlín, la lucha entre ambas criaturas terminó con la
victoria del dragón rojo, por lo que siglos más tarde, el rey Wthyr Bendragon (o Uther Pendragon, padre del mítico
Arturo de Camelot) decidió tomar la figura del gran dragón rojo como emblema de su linaje y del país de Gales.
Cuando hay un atardecer en Snowdonia, el cielo se torna rojizo, lo que hace que se recuerde al gran dragón rojo y toda la época legendaria de Gales.

## Uso en la cultura popular

### Televisión
En la novela ligera, manga y anime High School DxD el protagonista Issei Hyoudou tiene al dragón galés "Ddraig" (o Dragón emperador rojo, Sekiryuutei) sellado en su SACRED gear "Boosted Gear", ubicado en su brazo izquierdo, mientras su antagonista Vali Lucifer tiene al dragón blanco, conocido como dragón inglés "Albion" (o Dragón emperador blanco, Hakuryuukou) sellado en su sacred gear "Divine Dividing" ubicado en su espalda teniendo la forma de alas blancas.
Ambos dragones, como en la leyenda original eran enemigos acérrimos, tanto así que intervenían en la guerra entre las facciones de Dios, los ángeles caídos y los demonios, por tanto ellos decidieron unir fuerzas para eliminarlos, Dios los logró encerrar en sus sacred gear correspondientes, los cuales son dados a los humanos otorgándoles el potencial para cambiar el mundo. Ambos portadores de los sacred gears de estos dragones están destinados a luchar como lo hicieron las distintas generaciones de portadores antes que ellos, y así lo harán los portadores que los sucedan.
En la franquicia de Type-moon, dentro del universo conocido como Nasuverso, ambos dragones representan la lucha entre los Sajones (Dragón Blanco Albion) y Bretaña (Dragón Rojo Y Ddraig Goch). El Rey Arturo (Artoria Pendragon) es la encarnación del Dragón Rojo y el que se opone a Vortigern, el hermano del Rey Uther Pendragon (Padre de Artoria) y la encarnación del Dragón Blanco. En si el Dragón Blanco es la encarnación de la voluntad de Gran Bretaña por rechazar la Era del Hombre (Era donde la magia y lo sobrenatural son eclipsados por la ciencia y la humanidad) y convirtió a Vortigern en su voluntad y avatar en contra de la humanidad.